# Relacja równoważności
Relacja równoważności – zwrotna, symetryczna i przechodnia relacja określona na pewnym zbiorze utożsamiająca ze sobą w pewien sposób jego elementy, co ustanawia podział tego zbioru na rozłączne podzbiory według tej relacji. Podobnie każdy podział zbioru definiuje pewną relacji równoważności.

## Definicja
Niech {\displaystyle X} będzie dowolnym zbiorem. Relację {\displaystyle \rho \subseteq X\times X} nazywamy relacją równoważności jeżeli jest ona
- zwrotna, czyli {\displaystyle (x,x)\in \rho } dla każdego {\displaystyle x\in X,}
- symetryczna, czyli dla każdych {\displaystyle x,y\in X} jeśli {\displaystyle (x,y)\in \rho ,} to {\displaystyle (y,x)\in \rho ,}
- przechodnia, czyli dla każdych {\displaystyle x,y,z\in X} z {\displaystyle (x,y)\in \rho \land (y,z)\in \rho } wynika {\displaystyle (x,z)\in \rho .}

Dwa elementy {\displaystyle x,y\in X} takie, że {\displaystyle (x,y)\in \rho ,} oznacza się także symbolicznie {\displaystyle x\,\rho \,y} i nazywa się równoważnymi lub tożsamymi. 
Relacje równoważności często oznacza się symbolami {\displaystyle \sim ,} {\displaystyle \approx ,} {\displaystyle \equiv } lub podobnymi.

### Klasy abstrakcji i przestrzeń ilorazowa
Niech {\displaystyle X} będzie zbiorem, na którym określono relację równoważności {\displaystyle \sim .} Klasą równoważności lub klasą abstrakcji (także warstwą) elementu {\displaystyle x\in X} nazywa się zbiór
{\displaystyle [x]_{\sim }=\{y\in X:y\sim x\},}
czyli zbiór wszystkich elementów zbioru {\displaystyle X} równoważnych z {\displaystyle x.} Jeżeli relacja równoważności jest znana, pisze się zwykle prościej {\displaystyle [x].}
Dowolny element ustalonej klasy abstrakcji nazywa się jej reprezentantem; w szczególności reprezentantem klasy {\displaystyle [x]} jest element {\displaystyle x.} Każdy element {\displaystyle x\in X} należy do dokładnie jednej klasy abstrakcji, mianowicie {\displaystyle [x].} Wynika stąd, że dwie klasy równoważności odpowiadające elementom {\displaystyle x} i {\displaystyle y} są albo identyczne, co zachodzi, gdy {\displaystyle x\sim y,} albo rozłączne, gdy {\displaystyle x\nsim y,} czyli
{\displaystyle a\sim b} wtedy i tylko wtedy, gdy {\displaystyle [a]=[b].}
W powyższy sposób na zbiorze {\displaystyle X} wyznaczony jest podział na klasy abstrakcji. Wspomniany podział, czyli zbiór wszystkich warstw oznaczany {\displaystyle X/_{\sim },} nazywa się przestrzenią ilorazową lub krótko ilorazem (zbioru) {\displaystyle X} przez (relację) {\displaystyle \sim .} Zasada abstrakcji mówi, że dla każdego podziału zbioru istnieje pewna relacja równoważności, a każda relacja równoważności ustanawia pewien podział zbioru.
Relacji równoważności w zbiorze {\displaystyle X} odpowiada relacja równości w przestrzeni ilorazowej {\displaystyle X/_{\sim }.} Własność ta umożliwia tworzenie nowych struktur przez utożsamienie niektórych elementów w zbiorze (zob. sekcję tworzenie struktur).

### Niezależność
Niech {\displaystyle P(x)} będzie pewną własnością elementów {\displaystyle x} taką, że jeśli {\displaystyle x\sim y,} to {\displaystyle P(x)} jest prawdziwe, o ile {\displaystyle P(y)} jest prawdziwe (czyli wtedy, ze względu na symetrię – po zamianie {\displaystyle x} na {\displaystyle y} i {\displaystyle y} na {\displaystyle x{:}} {\displaystyle P(x)\iff P(y)}). Wtedy własność {\displaystyle P} nazywa się dobrze określoną lub niezależną od (wyboru reprezentantów) relacji {\displaystyle \sim }  (niektórzy autorzy piszą też „zgodną z {\displaystyle \sim }”). Sytuacja ta ma miejsce np. w teorii charakterów grup skończonych.
Częstym przypadkiem jest funkcja {\displaystyle f\colon X\to Y} dowolnych zbiorów; jeżeli z {\displaystyle x_{1}\sim x_{2}} wynika {\displaystyle f(x_{1})=f(x_{2}),} to o {\displaystyle f} mówi się, że jest niezależna od wyboru reprezentantów relacji {\displaystyle \sim } lub krótko: niezależna od {\displaystyle \sim .} Przypadek ten można wyjaśnić za pomocą diagramu przemiennego, zob. niezmiennik.

### Rzutowanie
Przekształcenie {\displaystyle X\to X/_{\sim }} dane wzorem {\displaystyle x\mapsto [x]} (każdemu elementowi przypisana jest jego klasa abstrakcji) nazywa się odwzorowaniem ilorazowym. Jest ono zawsze funkcją „na”. Ponieważ utożsamianie pewnych elementów zbioru jest podobne do przeprowadzania geometrycznej operacji rzutu (w której utożsamiane są obiekty leżące „pod” rzutowanym obiektem), to przekształcenie to nazywa się również rzutowaniem kanonicznym bądź naturalnym.
Jeżeli na zbiorze {\displaystyle X} ustalona jest struktura algebraiczna, to wymaga się zwykle, aby rzutowanie ją zachowywało (tzn. by rzut danej algebry był algebrą tego samego typu). Jeśli tak jest, to odwzorowanie ilorazowe nazywa się wtedy epimorfizmem kanonicznym (naturalnym) (zob. transformacja naturalna).
Warto wspomnieć o klasie równoważności odpowiadającej elementowi {\displaystyle x} relacji opisanej w sekcji niezależność dla funkcji {\displaystyle f.} Jest nią przeciwobraz {\displaystyle f^{-1}{\Big (}\{f{\scriptstyle (x)}\}{\Big )}.} Taką relację nazywa się niekiedy jądrem funkcji {\displaystyle f.} Każdą relację równoważności można traktować jako jądro przekształcenia {\displaystyle x\mapsto [x].}

### Dzielenie przez zbiór
Jeżeli relacja równoważności {\displaystyle \sim } utożsamia ze sobą wszystkie elementy zbioru {\displaystyle A\subseteq X,} tzn. {\displaystyle a,b\in A\Rightarrow a\sim b,} to często „zapomina się” o niej i zamiast {\displaystyle X/_{\sim }} pisze się po prostu {\displaystyle X/A.} Konstrukcję tę nazywa się czasami sklejeniem zbioru {\displaystyle A} do punktu.
Uwaga!W teorii grup to oznaczenie stosuje się dla grup ilorazowych, które są przykładami przestrzeni ilorazowych. Aby wynikiem „dzielenia” grupy {\displaystyle G} pozostała grupa wymaga się, aby dzielnik {\displaystyle H} nie był tylko zwykłą podgrupą, ale grupą specjalnego rodzaju – tzw. podgrupą normalną (inna nazwa to dzielnik normalny), która gwarantuje prawidłowość i jednoznaczność konstrukcji grupy ilorazowej.
Odpowiednia relacja równoważności dana jest następująco: jeśli {\displaystyle H} jest podgrupą normalną w {\displaystyle G,} to {\displaystyle G/H} jest zbiorem klas abstrakcji relacji {\displaystyle \sim _{H}} zadanej wzorem {\displaystyle a\sim _{H}b\ \Leftrightarrow \ ab^{-1}\in H.} Podobnie ma się rzecz z pierścieniami ilorazowymi i ideałami w teorii pierścieni, w ogólności jednak jednoznaczne struktury ilorazowe w pozostałych działach algebry powstają już wyłącznie przez wskazanie relacji, nie zaś podstruktury o specjalnych własnościach.

### Generowanie przez relację
Relację równoważności na zbiorze {\displaystyle X} generowaną przez relację binarną {\displaystyle R\subseteq X^{2}} definiuje się jako najmniejszą relację równoważności, która zawiera {\displaystyle R} jako podzbiór. Można ją scharakteryzować jako relację
{\displaystyle R^{e}=\left(R\cup R^{-1}\cup i_{X}\right)^{\infty },}
gdzie {\displaystyle i_{X}} jest identycznością na zbiorze {\displaystyle X,} a operacja {\displaystyle (\cdot )^{\infty }} oznacza branie domknięcia przechodniego relacji.

## Przykłady
- W dowolnym zbiorze {\displaystyle X} zdefiniowana jest relacja:
{\displaystyle x\,R\,y} wtedy i tylko wtedy, gdy {\displaystyle x=y.}

Jest to istotnie relacja równoważności nazywana równością. Klasami abstrakcji są zbiory jednoelementowe (singletony) {\displaystyle \{x\}.}
- W zbiorze {\displaystyle A=\{1,2,3,4,5,6,7\}} określona jest relacja: {\displaystyle x\equiv y} wtedy i tylko wtedy, gdy {\displaystyle x} i {\displaystyle y} dają taką samą resztę z dzielenia przez 3 (kongruencja modulo 3). Pokazuje się, że jest to relacja równoważności. Jej klasami abstrakcji są:
{\displaystyle [1]=[4]=[7]=\{1,4,7\}}
{\displaystyle [2]=[5]=\{2,5\}}
{\displaystyle [3]=[6]=\{3,6\}}

Poszczególne warstwy są rozłączne, a przestrzenią ilorazową jest zbiór:
{\displaystyle A/_{\equiv }={\big \{}\{1,4,7\},\{2,5\},\{3,6\}{\big \}}}
- W geometrii relacjami równoważności są m.in. przystawanie i podobieństwo.
- W zbiorze prostych na płaszczyźnie określona jest relacja równoległości: proste {\displaystyle a} i {\displaystyle b} są równoważne, gdy są równoległe. Klasami abstrakcji są kierunki.
- W algebrze abstrakcyjnej każdy izomorfizm wprowadza relację równoważności uznającą struktury danej teorii za nierozróżnialne (mające te same własności).
- W dowolnym grafie nieskierowanym {\displaystyle (V,E)} zdefiniujmy relację na wierzchołkach:
{\displaystyle x\,R\,y,} gdy istnieje ścieżka z {\displaystyle x} do {\displaystyle y} (być może jest to ścieżka pusta, jeżeli {\displaystyle x=y}).

Wyznaczony przez tę relację podział nazywa się podziałem grafu na spójne składowe.
- Podobną relację określa się w grafach skierowanych: określamy, że {\displaystyle x\,S\,y,} gdy istnieją ścieżki z {\displaystyle x} do {\displaystyle y} i z {\displaystyle y} do {\displaystyle x.} Relacja {\displaystyle S} daje w wyniku podział grafu na silnie spójne składowe.

## Kongruencja
Jeżeli {\displaystyle \varphi \colon A\to B} jest homomorfizmem pewnej algebry ogólnej {\displaystyle A} na {\displaystyle B,} to relacja
{\displaystyle a\backsim b\iff \varphi (a)=\varphi (b)}
określona w {\displaystyle A} jest relacją równoważności (i warstwy {\displaystyle \varphi } pokrywają się z klasami abstrakcji w relacji {\displaystyle \backsim }). Określając w odpowiedni sposób działania w zbiorze {\displaystyle A/_{\backsim },} można wprowadzić w nim strukturę algebry – wspomniana algebra ilorazowa jest izomorficzna z {\displaystyle B.} Konstrukcja ta pojawia się:
- w teorii grup przy definiowaniu grup ilorazowych,
- w teorii pierścieni przy określaniu pierścieni ilorazowych,
- w algebrze liniowej przy wprowadzaniu przestrzeni ilorazowych.

Przykłady:
- arytmetyka modularna,
- konstrukcja Grassmana liczb całkowitych,
- ciało liczb wymiernych (powstałe z liczb całkowitych) lub ogólniej ciało ułamków dowolnego pierścienia całkowitego,
- konstrukcja liczb rzeczywistych przy pomocy ciągów Cauchy’ego (poprzez utożsamienie ciągów Cauchy’ego liczb wymiernych o różnicy dążącej do zera),
- klasy równoważności relacji równoliczności zbiorów można utożsamić z liczbami kardynalnymi, a klasy równoważności relacji izomorfizmu zbiorów dobrze uporządkowanych to liczby porządkowe, o ile rozszerzymy pojęcie klasy abstrakcji na klasy,
- redukcja praporządku do porządku,
- konstrukcja topologii ilorazowej.